# Аве Марія (фільм, 1999, Україна)
«Аве Марія» (рос. Аве Мария) — український художній фільм Людмили Єфименко, знятий 1999 року, мелодрама.

## Сюжет
Бідна дівчина заробляє, співаючи в переході різні пісні. Її чистий голос почула відома співачка місцевої філармонії…

## Актори
- Людмила Єфименко
- Олег Драч
- Наталка Потапенко
- Ганнуся Ігнатуша
- Настя Гончаренко
- Пилип Іллєнко
- Ірина Буніна
- Олександр Даниленко

## Нагороди
- 1999 — Приз Срібний витязь за сценарій — Міжнародний кінофестиваль слов'янських і православних народів Золотий витязь в Смоленську.[1][2]
- 1999 — Диплом за режисуру Людмили Єфіменко — Кінофестиваль Листопад (Мінськ, Білорусь)[1]
- 2000 — Диплом лауреата фестивалю за вклад у слов'янський кінематограф та Спеціальний приз журі за режисерський дебют — Міжнародний кінофестиваль слов'янських і православних народів «Золотий витязь» у Москві.[2]
- 2000 — Диплом за втілення на екрані вічних ідеалів жіночності, добра і краси — Міжнародний кінофестиваль у Мінську.[2]
- 2000 — Приз за найкращу операторську роботу Юрію Іллєнку на київському МКФ «Відкрита ніч».[3]